# 陳志 (嘉靖辛丑進士)
陳志（1507年—？），字惟學，號遜岩，直隸德州衛官籍，南直隸宿松縣人，明朝政治人物。

## 生平
嘉靖十九年（1540年）庚子科山東鄉試第六十二名舉人。嘉靖二十年（1541年）中式辛丑科會試第二百八十六名，登第三甲第一百五十一名進士。二十一年授官河南河内县知县。嘉靖二十八年（1549年）任山西高平縣知縣。以卓异擢户部主事，迁员外郎。以外用征倭寇，奏请随与同事者。二人往辞内阁，阁臣严嵩与二人言。阁臣徐阶拱手曰：“君为谁？”志应曰：“户部员外郎陈志。”严嵩曰：“陈志是吾所取士，何久不相闻？”志不答而出。遂被擢本部郎中，督饷花马池。卒于家。

## 家族
曾祖陳鑑；祖父陳祥；父陳紀，母張氏；繼母李氏。具庆下。